# كوزيمو فيغليوميني
كوزيمو فيغليوميني (بالإيطالية: Cosimo Figliomeni)‏ هو لاعب كرة قدم إيطالي في مركز مهاجم ‏، ولد في 7 أكتوبر 1992 في لوكري في إيطاليا. لعب مع نادي كاتانزارو.

## وصلات خارجية
- كوزيمو فيغليوميني على موقع قاعدة بيانات كرة القدم.إي يو (الإنجليزية)
- كوزيمو فيغليوميني على موقع Soccerway.com (الإنجليزية)